# Український генеральний військовий комітет
Український генеральний військовий комітет — найвища військова установа України у травні-листопаді 1917 року. 
УГВК утворений у травні 1917 року на І Всеукраїнському Військовому З'їзді для координації українського військового руху, поширення українізації військових частин російської армії і флоту. Делегати УГВК ухвалили, що цей орган підпорядковується УЦР та не визнає над собою влади Тимчасового уряду та загальноросійського військового командування. 

## Склад УГВК

### Перший склад УГВК
- В. Винниченко,
- С. Петлюра,
- генерал-майор М. Іванів,
- полковник І. Луценко,
- полковник О. Пилькевич,
- полковник В. Павленко,
- підполковник Ю. Капкан,
- підполковник В. Поплавко,
- поручник А. Чернявський,
- пор. М. Міхновський,
- хор. А. Певний,
- хор. В. Потішко,
- хор. М. Полоз,
- хор. Ф. Селецький,
- військовий урядовець Іван Горемика-Крупчинський,
- солдати Степан Граждан і Д. Ровинський,
- матрос С. Письменний.

У червні 1917 до складу УГВК залучено:
- генерал-майора Л. Кондратовича,
- полк. О. Жуковського,
- пполк. Матяшевича,
- пполк. О. Сливинського,
- сотн. С. Білецького,
- сотн. Г. Глібовського,
- пор. В. Кедровського,
- пор. М. Левицького,
- пор. П. Скрипчинського,
- солдата С. Колоса.

Головою Комітету обрано С. Петлюру, заст. голови — В. Кедровського, секретарем — С. Колоса. 
Керівним органом Комітету була президія, до складу якої входило 5 членів. УГВК поділявся на відділи:
- агітаційно-освітній та організаційний, із редакційно-видавничим підвідділом (гол. Д. Ровинський);
- інспекторський (М. Іванів),
- мобілізаційний та військової комунікації (В. Кедровський),
- військово-інженерний (М. Шумицький),
- санітарно-медичний (Д. Одрина),
- юрисконсультський (М. Левицький),
- відділ вишколу (В. Поплавко),
- канцелярія (С. Колос),
- комендатура комітету та організація Вільного Козацтва (А. Певний),
- комісія спеціальних служб (Л. Кондратович).

Комітет мав своїх представників при:
- Головному штабі у Петербурзі (О. Пилькевич),
- Генеральному штабі у Петербурзі (О. Жуковський),
- міністрі військових справ у Петербурзі (М. Полоз)
- штабі Південно-Західного фронту (П. Скрипчинський).
- Питаннями, пов'язаними з військово-морським флотом, займався С. Письменний.

Після проголошення Українською Центральною Радою III Універсалу реорганізований у Генеральне секретарство військових справ. Генеральним секретарем призначено С. Петлюру, його товаришем — В. Кедровського. 
У листопаді 1917 був створений Український генеральний військовий штаб. 
У січні 1918 Генеральне секретарство було перетворено на Міністерство військових справ. 